# Рок-Сіті (Іллінойс)
Рок-Сіті (англ. Rock City) — селище (англ. village) в США, в окрузі Стівенсон штату Іллінойс. Населення — 293 особи (2020).

## Географія
Рок-Сіті розташований за координатами 42°24′47″ пн. ш. 89°28′15″ зх. д. / 42.41306° пн. ш. 89.47083° зх. д. (42.413170, -89.470920).  За даними Бюро перепису населення США в 2010 році селище мало площу 0,40 км², уся площа — суходіл.

## Демографія
Згідно з переписом 2010 року, у селищі мешкало 315 осіб у 123 домогосподарствах у складі 90 родин. Густота населення становила 797 осіб/км².  Було 128 помешкань (324/км²).
Расовий склад населення:
| - 96,8 % — білих |

До двох чи більше рас належало 3,2 %. Частка іспаномовних становила 2,5 % від усіх жителів.
За віковим діапазоном населення розподілялося таким чином: 26,7 % — особи молодші 18 років, 61,2 % — особи у віці 18—64 років, 12,1 % — особи у віці 65 років та старші. Медіана віку мешканця становила 37,5 року. На 100 осіб жіночої статі у селищі припадало 123,4 чоловіків;  на 100 жінок у віці від 18 років та старших — 126,5 чоловіків також старших 18 років.
Середній дохід на одне домашнє господарство  становив 57 111 долар США (медіана — 51 750), а середній дохід на одну сім'ю — 62 845 доларів (медіана — 54 167). За межею бідності перебувало 9,0 % осіб, у тому числі 14,1 % дітей у віці до 18 років та 7,9 % осіб у віці 65 років та старших.
Цивільне працевлаштоване населення становило 159 осіб. Основні галузі зайнятості: виробництво — 24,5 %, освіта, охорона здоров'я та соціальна допомога — 19,5 %, роздрібна торгівля — 15,7 %.